# Acrocercops tripolis
Acrocercops tripolis là một loài bướm đêm thuộc họ Gracillariidae. Nó được tìm thấy ở Indonesia (Java).